# Saururaceae
Le Saururacee (Saururaceae F.Voigt) sono una piccola famiglia di piante erbacee originarie dell'Asia e del Nordamerica.
Il genere Saururus ("coda di lucertola"), che ha dato nome alla famiglia, si è spontaneizzato anche in altri paesi e, da diversi decenni, è segnalato anche in Italia, sulle sponde del lago di Comabbio presso Varese.

## Tassonomia
La famiglia fa parte dell'ordine delle Piperali.
Comprende i seguenti generi:
- Anemopsis Hook. & Arn.
- Gymnotheca Decne.
- Houttuynia Thunb.
- Saururus  L.

## Usi
Diverse specie dei generi Anemopsis, Houttuynia e Saururus sono usati come erbe ornamentali. Houttuynia cordata è usata come alimento (foglie, radici) in Vietnam e nella Cina meridionale.